# Skaia
Skaia (altgriechisch Σκαία Skaía) ist in der griechischen Mythologie eine Tochter des Danaos, des Königs von Libya, und der Europe, einer Tochter des Neilos. Sie zählt daher zu den Danaiden.
Bei der Massenhochzeit der 50 Töchter des Danaos mit den 50 Söhnen des Aigyptos, bei der das Los über die Paarbildungen entschied, wurde ihr Daiphron als Gemahl zugewiesen. Wie der Großteil ihrer Schwestern auch tötete sie ihren Ehemann in der Hochzeitsnacht.
Laut Pausanias war sie die Gemahlin des Archandros, eines Sohnes von Achaios, dem eponymen Heros der Achaier. Mit ihm hatte sie den Metanastes als Sohn.